# Sân bay Tĩnh Cương Sơn
Sân bay Tĩnh Cương Sơn, hay Sân bay Tập An, nằm ở Thái Hòa, Cát An, Giang Tây, Trung Quốc (IATA: JGS, ICAO: ZSJA).

## Giới thiệu
Sân bay này nằm ở Thái Hòa, huyện của đô thị Cát An. Sân bay này có một đường băng dài 2.600 mét, nằm cách trung tâm Cát An 30 km, được xây dựng vào năm 1959.

## Hãng hàng không hoạt động và điểm đến
- Air China (Bắc Kinh-Thủ đô)
- China Express Airlines (Hàng Châu, Hạ Môn)
- Shanghai Airlines (Thượng Hải-Hồng Kiều, Thâm Quyến)